# Tarunajaya (Darmaraja)
Tarunajaya is een bestuurslaag in het regentschap Sumedang van de provincie West-Java, Indonesië. Tarunajaya telt 3333 inwoners (volkstelling 2010).